# バキュリテス
バキュリテス / バクリテス（学名：Baculites）は、バキュリテス科に属する異常巻きアンモナイトの属。約1億4020万年前から約6170万年前（中生代白亜紀初期（前期白亜紀初期）ベリアシアンから新生代古第三紀暁新世初頭ダニアン）にかけ、世界中の海域に棲息していた。

## 名称
属名 "Baculites（ラテン語音写：バクリーテース、長音省略：バクリテス）" は、ラテン語で［ baculītēs  ＜ bacul- + -ites（-ītēの複数形を元にした固有名詞作成用接尾辞であり、様々な学術分野で様々な語意を持つトランスリンガルになっている。ここでは鉱物系。）＜ baculum（バクルム、=walking stick, stasff、ステッキ、歩行用の杖）+ -ītē（固有名詞作成用接尾辞）］という語構成になっており、ここでは、"walking stick rock"「杖状石」などといった意味合いで造語されている。日本ではバクルムを「棒」と翻訳して本属の学名を「棒状の石」を解説する例も多いが、上述したようにバクルムは主として歩行を補助するための杖（松葉杖を含む）を指し、そこから転じて権威の象徴としての杖などをも指す。
なお、珪藻の1種（キートケロス属の1種）Chaetoceros baculites には種小名 "baculites" が使われている。

## 生物的特徴

### 分布
化石の産出数は、2022年時点で899件。国家・地域別では次のとおり。アメリカ合衆国（474件）、カナダ（43件）、フランス（38件）、日本（27件）、スウェーデン（20件）、南アフリカ共和国（16件）、チリ（14件）、南極大陸（11件）、ドイツ（11件）、ヨルダン（11件）、ニュージーランド（10件）、オランダ（8件）、アンゴラ（7件）、デンマーク（7件）、ベルギー（7件）、グリーンランド（6件）、メキシコ（6件）、スペイン（4件）。そのほか、アルゼンチン、オーストリア、エジプト、モザンビーク、ナイジェリア、以上5か国が各3件、オーストラリア、ハイチ、ロシア、タジキスタン、トルコ、イギリス、ウズベキスタン、以上7か国が各2件、ブラジル、カメルーン、インド、ルーマニア、チュニジア、トルクメニスタン、ベネズエラ、以上7か国が各1件。
- 重複情報（未処理分）：日本やアメリカ合衆国、南アフリカ共和国など世界中から化石が産出している[14][15]。

### 形質
全長は10 - 20センチメートル。殻の形状ゆえに異常巻きアンモナイトにカテゴライズされるが、むしろ殻は巻いておらず、一直線の棒状に伸びているという大きな特徴がある。この殻の進化の過程には2つの仮説が提唱されており、そのうちの1つはエゾセラスのようなノストセラス科の円錐形の巻きが解けてまっすぐになった説、もう1つはスカラリテスのようなディプロモセラス科の平面的な螺旋の巻きが解けてまっすぐになった説である。なお、その殻の形状ゆえに破損しやすく、完全な状態で産出することは多くない。
棒状の形状ゆえに水の抵抗を受けにくく、他のアンモナイトと比較して高速遊泳が可能であったと推測されている。殻には他のアンモナイトと同様に気室があり、浮力を得ていたため、通常時は殻を斜めにして遊泳していたと考えられている。

### ギャラリー

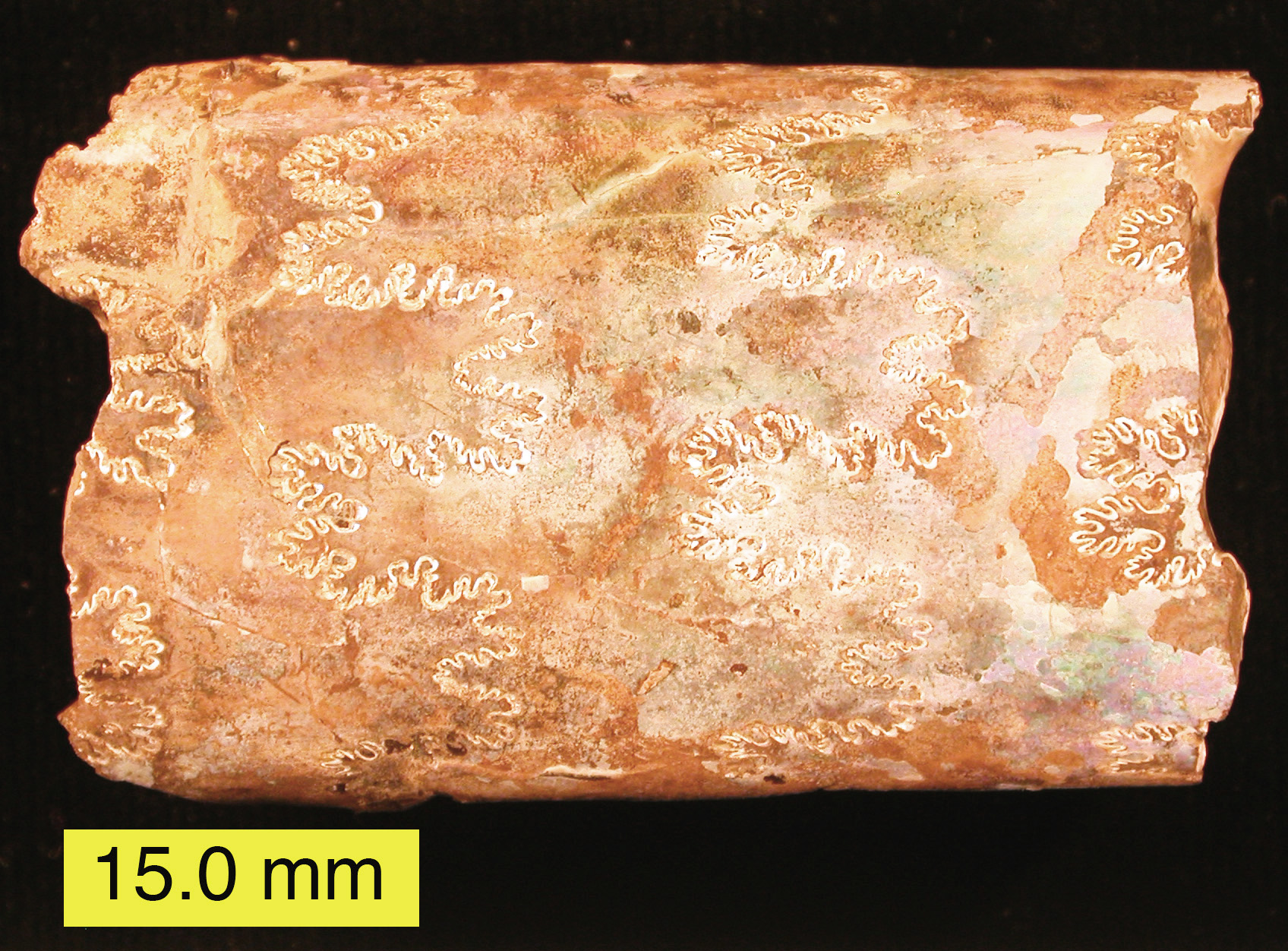
アラレ石に置換された縫合線を示すバキュリテス
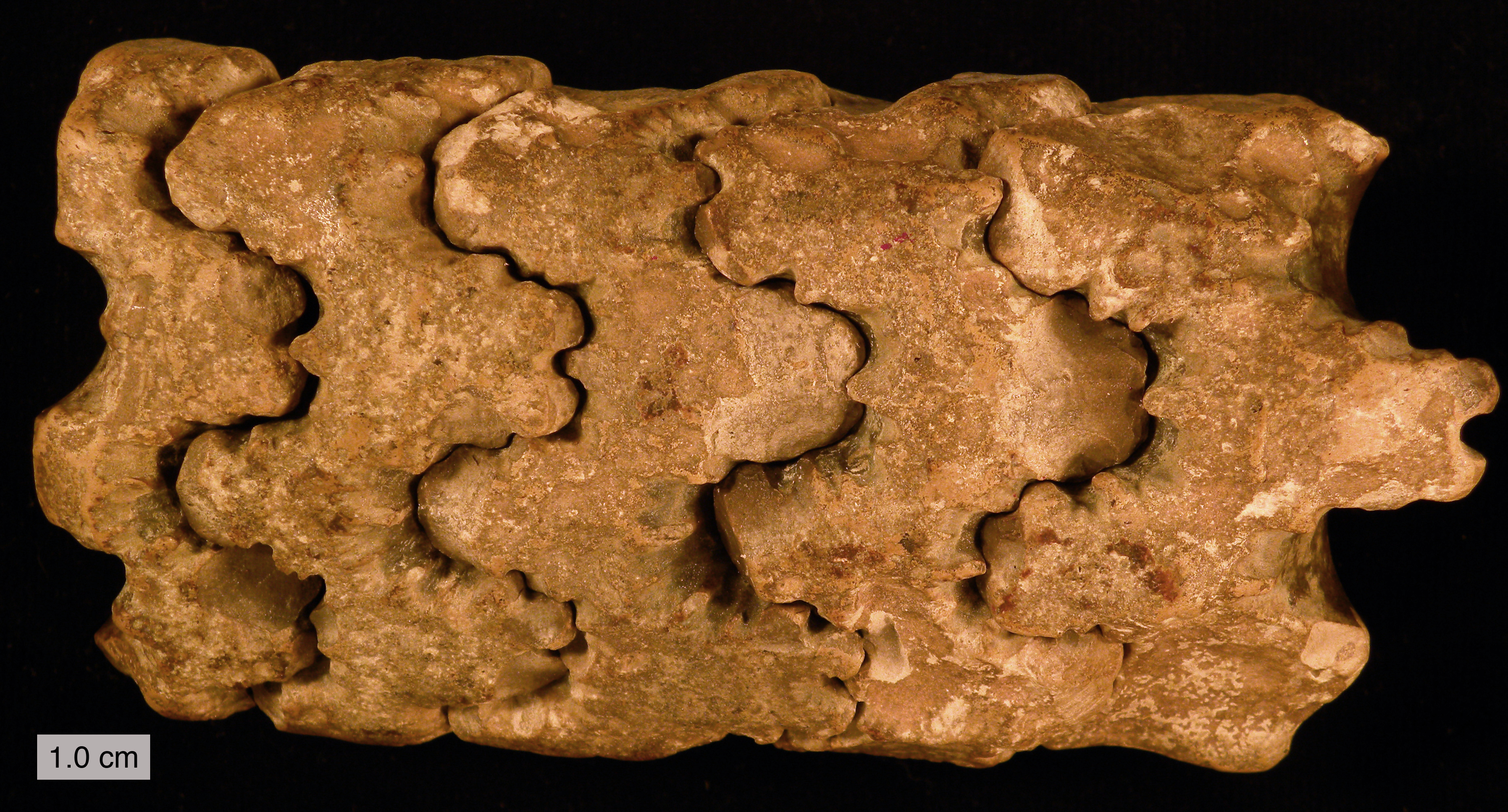
アラレ石を除去したワイオミング州産バキュリテス
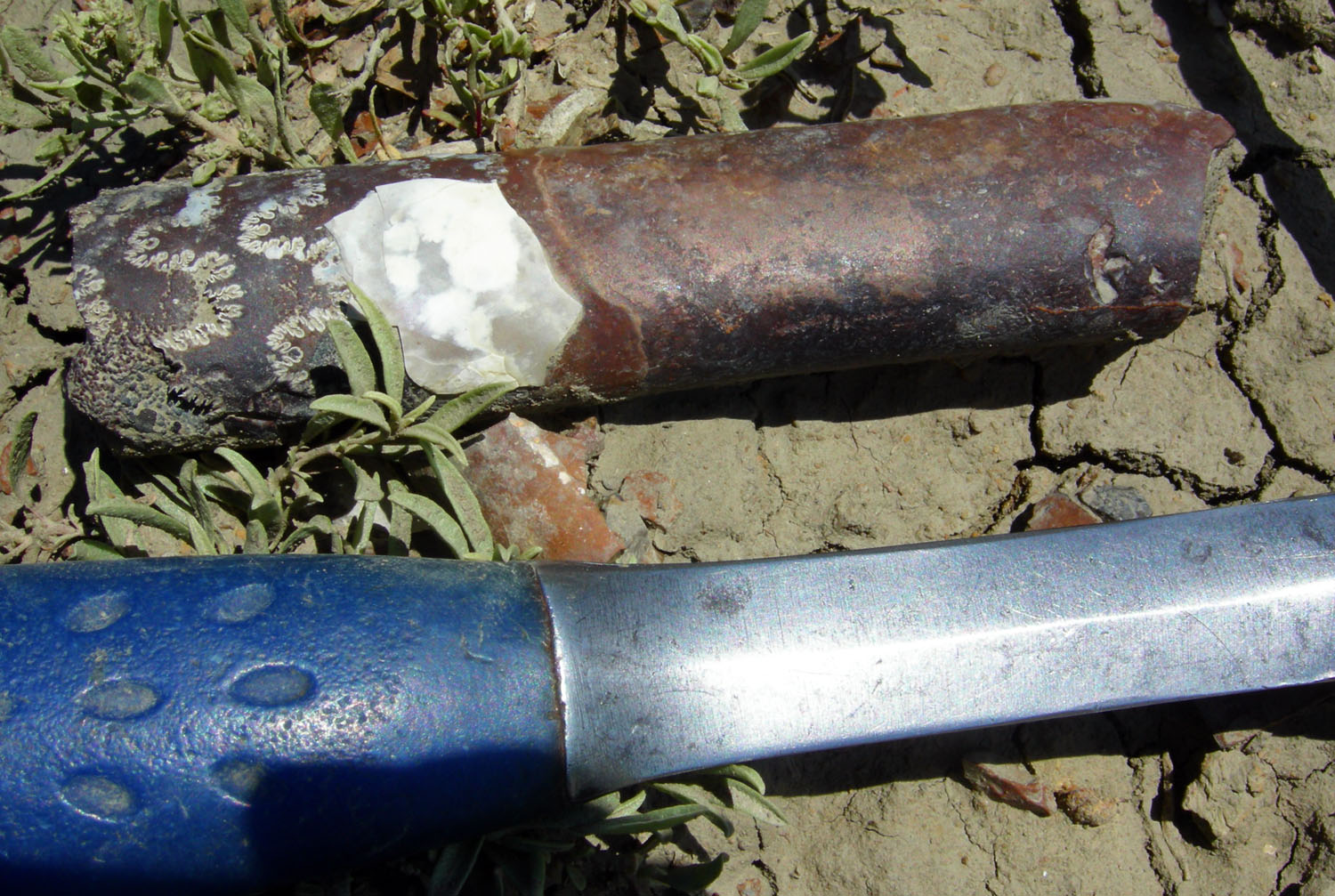
米国サウスダコタ州西部のピエール頁岩（英語版）で産出したバキュリテス。左側は縫合線が確認できる。

## 分類

### 下位分類

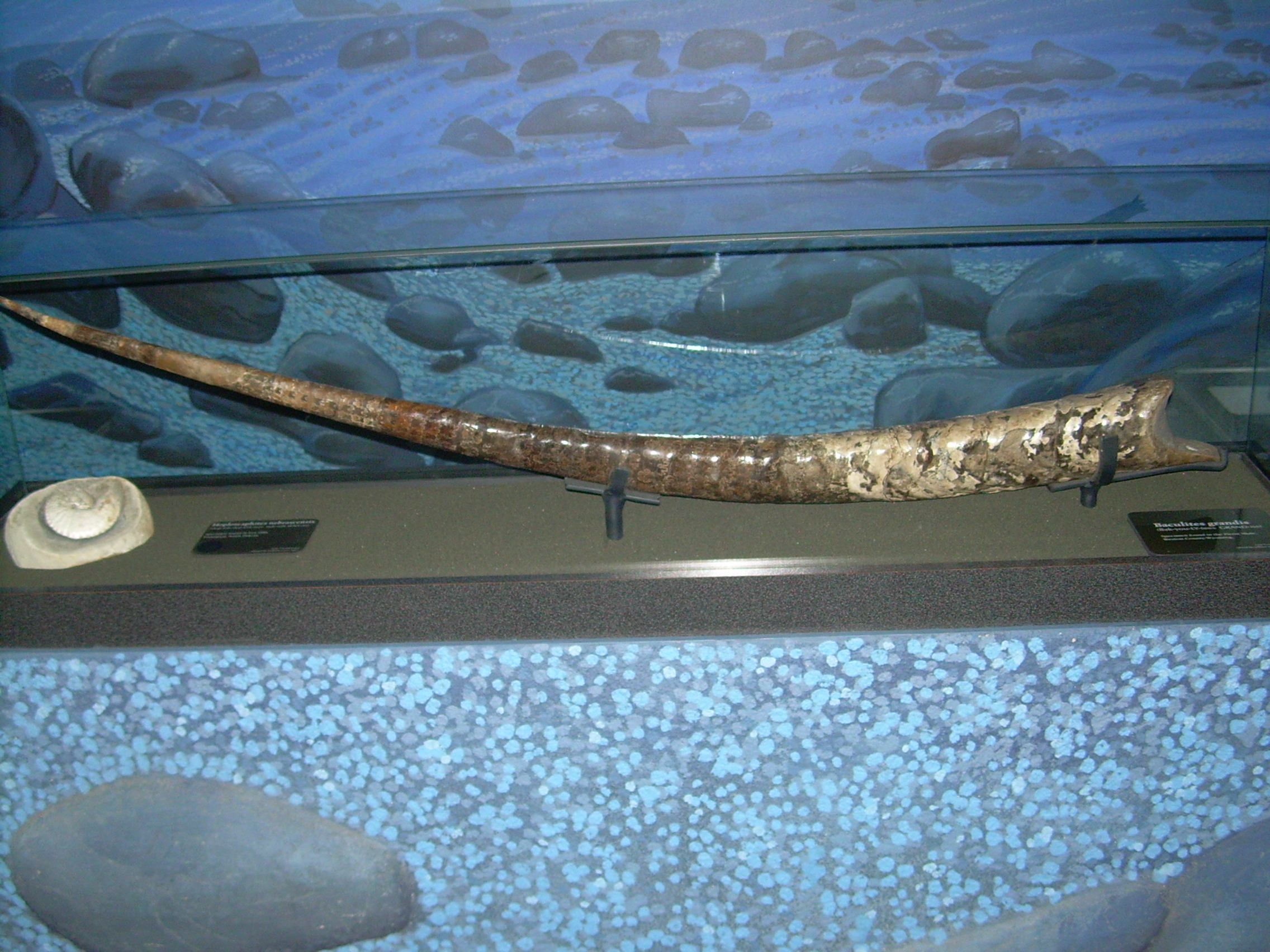
旧分類における B. grandis／ユタ州リーハイにある北アメリカ古生物博物館 (cf.) 収蔵。

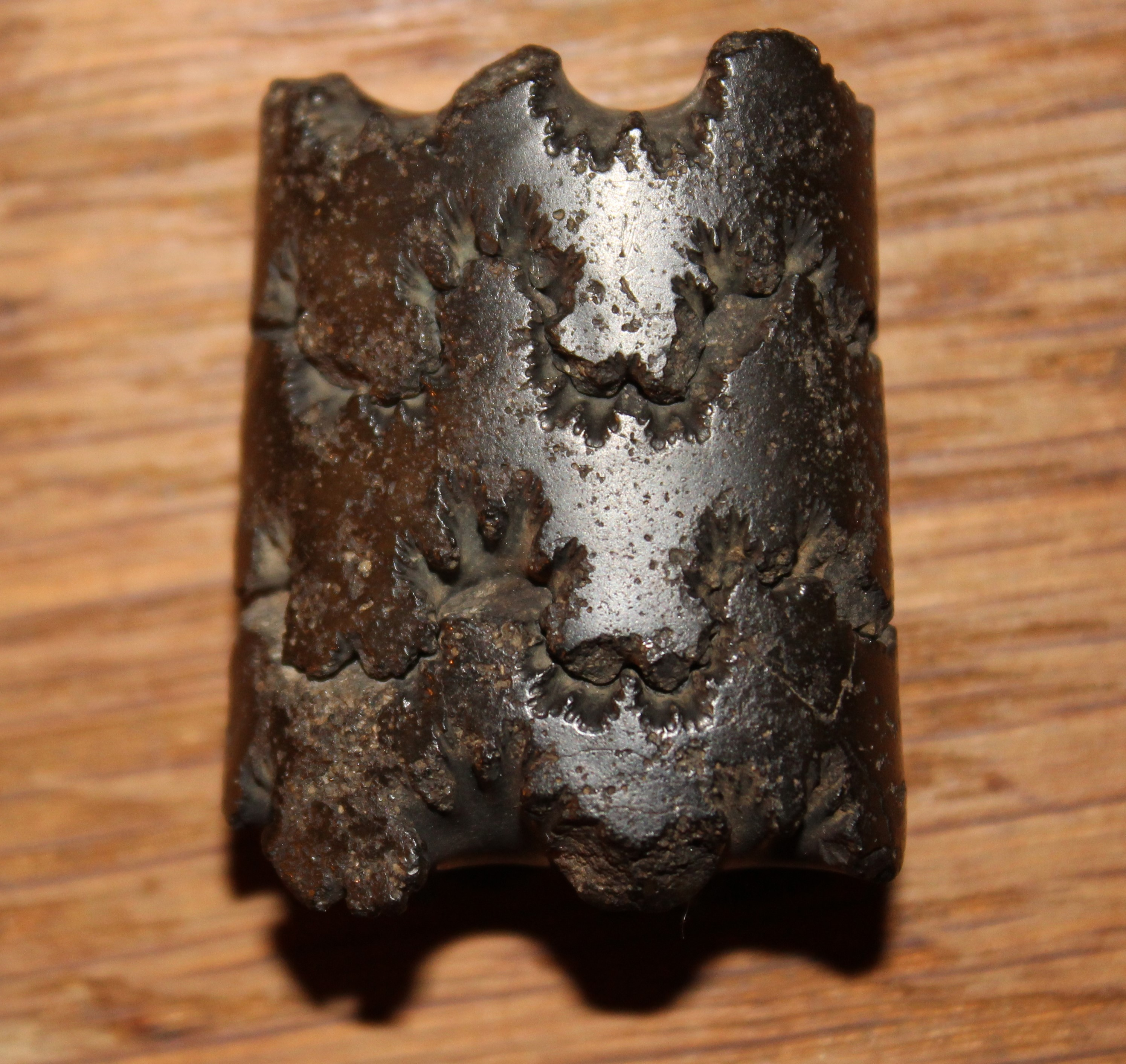
B. ovatus のホロタイプ標本

バキュリテス属は数多くの種が記載されている。日本や南アフリカ共和国からの報告によると、コニアシアンから後期カンパニアンにかけて徐々に殻の表面修飾が過大形成進化を遂げていた傾向が読み取れる。以下に主な種を示す。
B. gaudini
北海道・樺太中部軸白亜系で産出。同地域に適用するものとして1942年に松本達郎が提唱した時代区分である宮古世（国際年代層序においては前期白亜紀のアプチアンおよびアルビアン）の後期に出現し、ギリヤーク世（後期白亜紀のセノマニアンとチューロニアン）の途中で姿を消す。
なお、2008年にW・J・ケネディは本種をレチテス属（レキテス属）のタイプ種 Lechites (Lechites) gaudini として再分類した。
B. ovatus
アメリカ合衆国で記載された最初の種。1820年にトーマス・セイがニュージャージー州のアトランティック・ハイランズに分布するネイヴシンク累層から産出した単一の標本に基づいて記載した。この標本は後にサミュエル・ジョージ・モートンが描画し、1828年にエッチングを発表した。標本の所有者であったキリスト友会の科学者ルーベン・ヘインズ3世が1831年に死没した後にこの標本は紛失されてしまったが、約180年後の2017年にヘインズの自宅で再発見された。
B. pacificus
後期カンパニアンを示す。北海道では後述するB. rex帯やB. subanceps帯の下に化石帯をなしている。
B. regina
前期マーストリヒチアンを示す。大阪府で確認されていたゴードリセラス・イズミエンゼ帯に属しており、2015年から2016年の発掘調査で伊豆倉正隆が宗谷丘陵に分布する蝦夷層群恵丹白累層で B. regina を発見したことから、大阪府から北海道までゴードリセラス・イズミエンゼに代表される化石群集が分布していたことが明らかになった。
B. rex
後期カンパニアンを示す。北海道里平地域で後述するB. subanceps帯の直上に化石帯をなしていることが2019年に確かめられた。
B. schencki
コニアシアンを示す。北海道夕張市鳩の巣山に分布する上部蝦夷層群U1部層の転石などから報告されている。
B. subanceps
後期カンパニアンを示し、本種の名を冠した化石帯もある。道外では香川県の上部白亜系和泉層群の中通頁岩層から産出しており、道内では浦河町で2016年に初めて確認された。
B. tanakae
カンパニアンを示す。上部蝦夷層群の最上位層準であるUk部層から多産する。世界で初めて分類学的研究として初期殻が観察されたバキュリテスの種であり、成長初期から後期までほぼ一定の速度で成長し、成長に伴って殻修飾が変化していたことが判明している。また、他の種と比較して殻の修飾大型化を遂げている。
日本古生物学会は徳島県立博物館に所蔵されている北海道苫前町産の標本KT2028b-PのCTデータをオンライン上で無料公開しており、同学会は他にも多くのアンモナイトのCTデータを扱っているが、バキュリテス科ではこの標本のみが公開されている。
B. undulatus
後期チューロニアンを示す。北海道夕張市の士幌加別川で採集され、1983年に報告された上部チューロニアン階の中部化石群集の93%を占めるなど、日本で多産する種である。
B. vertebralis
約7060万年前 - 約6604.3万年前。マーストリヒチアンを示す。タイプ種。バキュリテス属の最後の種の一つと考えられてきた。
B.yezoensis
北海道宗谷地域のSphenoceramus schmidti帯（中部カンパニアン）から産出。B. chicoensisの亜種とされていたが、2019年に有効な属として独立した。
B. yokoyamai
コニアシアンを示す。B.schenckiと共産する。

### リスト
注釈のない限り、化石のデータベースである Fossilworks に基づく。現在の掲載内容は2021年1月時点の知見による。
- Baculites ambatryensis
- Baculites anceps
- Baculites aquilaensis
- Baculites asper
- Baculites asperiformis
- Baculites baculus
- Baculites bailyi
- Baculites boulei
- Baculites brevicosta
- Baculites buttensis
- Baculites capensis
- Baculites chicoensis
- Baculites cobbani
- Baculites codyensis
- Baculites compressus
- Baculites crickmayi
- Baculites fairbanksi
- Baculites fuchsi
- Baculites haresi
- Baculites huenickeni
- Baculites incurvatus
- Baculites inornatus
- Baculites klingeri
- Baculites knorrianus
- Baculites lechitides
- Baculites leopoliensis
- Baculites lomaensis
- Baculites mclearni
- Baculites minerensis
- Baculites obtusus
- Baculites occidentalis
- Baculites ovatus
- Baculites pacificus [22]
- Baculites pseudovatus
- Baculites rectus
- Baculites rex [22]
- Baculites subanceps
- Baculites subcircularis
- Baculites tanakai
- Baculites taylorensis
- Baculites undatus
- Baculites undulatus
- Baculites vaalsensis
- Baculites vertebralis
- Baculites yezoensis [32]
- Baculites yokoyamai